# Ga Rosmalen

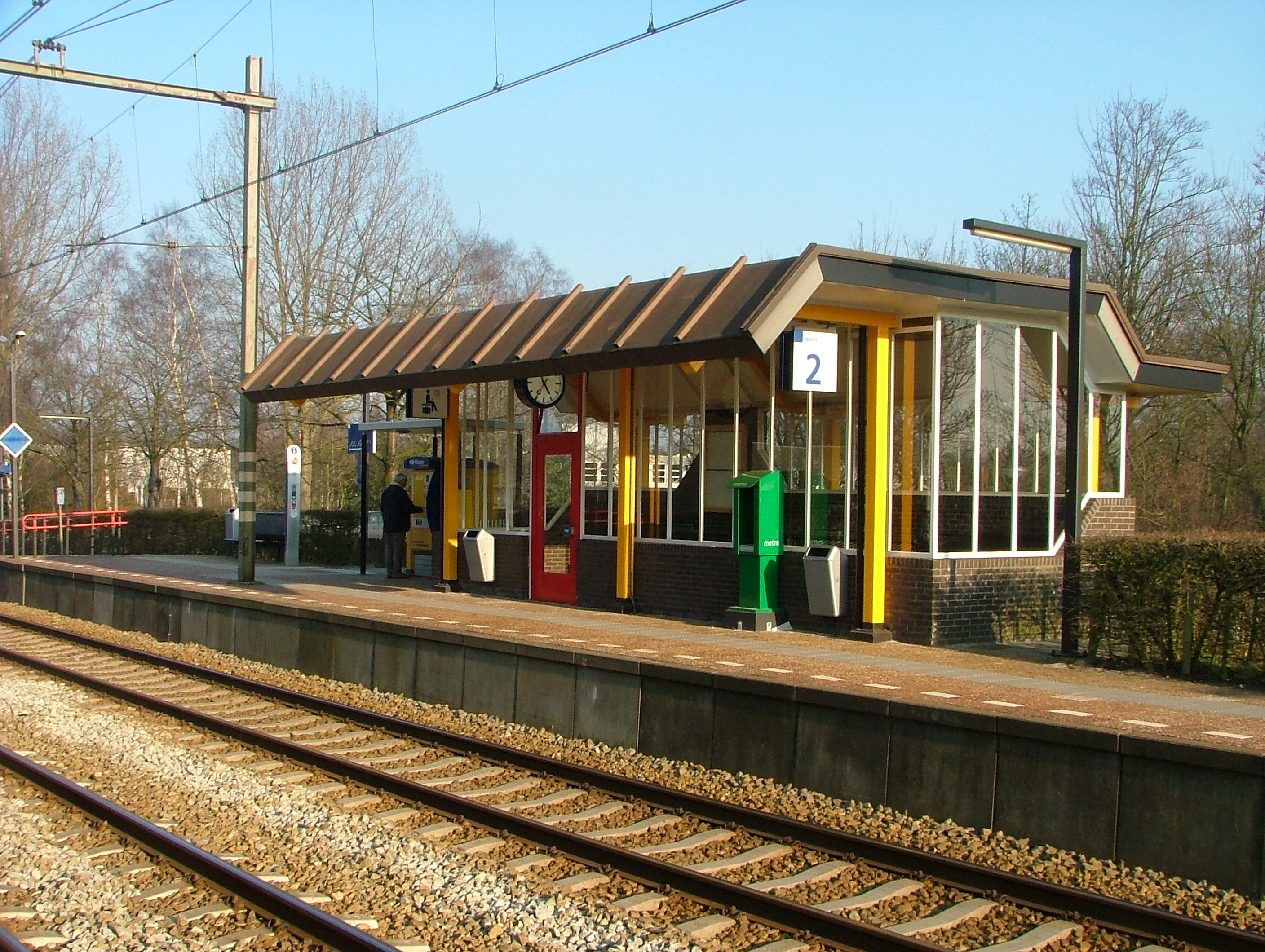
Ga Rosmalen.

Ga Rosmalen là nhà ga đường sắt chính của thành phố Rosmalen, Hà Lan. Ga Rosmalen ở ven Brabantse Lijn.
Ga Rosmalen bắt đầu hoạt động từ năm 1881. Năm 1938, ga Rosmalen dừng hoạt động và đến tận năm 1981 mới mở cửa trở lại. Ga Rosmalen là một trong ba ga tàu trong vùng 's-Hertogenbosch.

## Các tuyến điểm
Các tuyến sau có thể đi từ ga Oss West:
Nijmegen, Oss và 's-Hertogenbosch.
Tại Oss đổi sang tuyếnr Zwolle, Deventer, Zutphen và Arnhem.
Tại Nijmegen đổi sang tuyến Blerick, Venlo và Roermond.
Tại 's-Hertogenbosch đổi sang Geldermalsen, Utrecht, Amsterdam, Amsterdam Airport Schiphol, Alkmaar, Tilburg, Breda, Roosendaal, Eindhoven, Weert, Roermond, Sittard, Heerlen và Maastricht.